# 136197 Johnandrews
136197 Johnandrews è un asteroide della fascia principale. Scoperto nel 2003, presenta un'orbita caratterizzata da un semiasse maggiore pari a 2,3232129 au e da un'eccentricità di 0,1803754, inclinata di 2,79625° rispetto all'eclittica.